# Bábafalva (Horvátország)
Bábafalva (horvátul: Bapska) falu Horvátországban, Vukovár-Szerém megyében. Közigazgatásilag Újlak község része.

## Fekvése
A Nyugat-Szerémségben, Újlaktól légvonalban 9, közúton 11 km-re délnyugatra, a Duna fölötti löszhátság egyik völgyében fekszik, a jelenlegi szerb-horvát határ közelében.

## Története
A régészeti leletek tanúsága szerint területe már az őskor óta folyamatosan lakott. Az itteni neolitikumi település az 1870-es évek óta ismert, amikor Mato Epner falusi tanár meglátogatta a települést a diákjaival, ahol anyagot gyűjtött és a leleteket elküldte Zágrábba, az akkori Nemzeti Múzeumba (ma Régészeti Múzeum). A falutól délre fekvő, a környezetéből 10 méterre kiemelkedő „Gradac” nevű lelőhelyen többször is végeztek régészeti feltárásokat. Az első szakszerű kutatást Dr. Josip Hoffiller végezte a település keleti lejtőjén 1911-ben, ám a feltárás volumene kisebb volt és tudomásunk szerint nem érték el a legrégebbi rétegeket. Utána a helyet prof. Robert Rudolf Schmidt, a híres német régész (a Tübingeni Egyetem tanára, a híres vučedoli galamb felfedezője) kutatta, aki a Vučedolban végzett ásatások után érkezett ide és saját kezdeti elképzelései ellenére több alkalommal is dolgozott a helyszínen a második világháború kitöréséig. Ezek során egy történelem előtti település maradványait tárták fel, mely a kőkorszaktól fogva az újkőkorszakon, a bronzkoron át a vaskorig lakott volt. A történelmi kultúrák közül a középső neolitikumi Sopot-kultúra és a vinča-tordosi kultúra, valamint a késő rézkori Baden-kultúra és vučedoli kultúra leletei, főként kerámiák kerültek itt elő. Rajtuk kívül találtak a kora középkorból, a 7. és 8. századból származó kerámiákat is, mely azt a feltevést látszik igazolni, hogy a települést a középkorig is folyamatosan lakták.
Egyike a térség legrégebbi településeinek: már a középkorban is említik a források mint Valkó vármegye egyik faluját. Első írásos említését az 1332 és 1335 között kelt pápai tizedjegyzékben találjuk „Baba”, „Baka”, „Baaba” alakban a marchiai főesperesség területén. Ez azt jelenti, hogy a településnek ekkor már temploma és plébániája volt. 1398-ben „Bakafalua” néven találjuk abban az oklevélben, melyben 1398-ban Zsigmond király mint a hűtlenséggel vádolt Kükeiek birtokát Atya várának tartozékaként Maróti János bánnak adta. 1404-ben a boszniai káptalannak Maróti Jánost más hűtlen nemesek birtokaiba beiktató oklevelében szerepel „Babafalva” néven. Ugyanebben a formában szerepel 1471-ben, 1481-ben és 1482-ben is. Az atyai erősséghez tartozott. A török idők előtt magyar lakosságú település volt, az elnéptelenedő faluba később délszlávok költöztek. Múltja az újlaki vár sorsában osztozott. A település 1526-ban került török kézre és csak 1691-ben szabadult fel végleg. A török kiűzése után a vukovári uradalom része lett, majd Boszniából katolikus sokácok érkeztek. 1736-tól a falu földesura a német Eltz család lett.
Az első katonai felmérés térképén „Babzka” néven található. Lipszky János 1808-ban Budán kiadott repertóriumában „Babszka” néven szerepel. Nagy Lajos 1829-ben kiadott művében „Babszka” néven 69 házzal, 368 katolikus vallású lakossal találjuk. A 19. század második felében az Eltz család hívására német, szlovák, magyar lakosság települt be a faluba.
A településnek 1857-ben 1090, 1910-ben 1642 lakosa volt. Szerém vármegye Sidi járásához tartozott. Az 1910-es népszámlálás adatai szerint lakosságának 65%-a horvát, 21%-a német, 7%-a szlovák, 3%-a szerb, 2%-a magyar, 1%-a szlovén anyanyelvű volt. A település az első világháború után az új szerb-horvát-szlovén állam, majd később (1929-ben) Jugoszlávia része lett. 1941 és 1945 a Független Horvát Államhoz tartozott, majd a szocialista Jugoszlávia fennhatósága alá került. A második világháború végén a német lakosság nagy része elmenekült a partizánok elől. Az itt maradtakat a kommunista hatóságok kollektív háborús bűnösökké nyilvánították, minden vagyonuktól megfosztották és munkatáborba zárták. Az életben maradtakat később Németországba és Ausztriába telepítették ki. 1946-ban az ország más részeiről szállítottak ide teljesen elszegényedett horvát családokat, akik megkapták az elűzött németek házait. 1991-től a független Horvátország része. 1991-ben lakosságának 91%-a horvát, 2-2%-a szerb, szlovák és német nemzetiségű volt. 1991-ben a megszálló szerb csapatok elűzték a horvát lakosságot, akik csak hét év után térhettek vissza kifosztott házaikba. A falunak 2011-ben 928 lakosa volt.

## Gazdaság
A helyi gazdaság alapja ma hagyományosan a mezőgazdaság és az állattartás.

## Lakossága
| Lakosság változása | Lakosság változása | Lakosság változása | Lakosság változása | Lakosság változása | Lakosság változása | Lakosság változása | Lakosság változása | Lakosság változása | Lakosság változása | Lakosság változása | Lakosság változása | Lakosság változása | Lakosság változása | Lakosság változása | Lakosság változása |
| ------------------ | ------------------ | ------------------ | ------------------ | ------------------ | ------------------ | ------------------ | ------------------ | ------------------ | ------------------ | ------------------ | ------------------ | ------------------ | ------------------ | ------------------ | ------------------ |
| 1857               | 1869               | 1880               | 1890               | 1900               | 1910               | 1921               | 1931               | 1948               | 1953               | 1961               | 1971               | 1981               | 1991               | 2001               | 2011               |
| 1.090              | 1.275              | 1.256              | 1.447              | 1.504              | 1.642              | 1.784              | 1.752              | 1.769              | 1.784              | 1.948              | 1.944              | 1.699              | 1.624              | 1.313              | 928                |

#### 1991 Népszámlálás
| Bábafalva/Bapska |
| --- |
| 1991 |
| · total: 1,624 Horvátok 1,478 (91,00%) Szerbek 33 (2,03%) Szlovákok 28 (1,72%) Németek 25 (1,53%) Jugoszlávok 16 (0,98%) Magyarok 5 (0,30%) Ruszinok 5 (0,30%) Macedónok 2 (0,12%) others 1 (0,06%) nondeclared 3 (0,18%) regional. dec. 1 (0,06%) unknown 27 (1,66%) |

#### 1910 Népszámlálás
| Bábafalva/Bapska | Bábafalva/Bapska |
| --- | --- |
| Nyelv | Vallás |
| · total: 1,642 Horvát 1,063 (64,73%) Német 348 (21,19%) Szlovák 115 (7,00%) Szerb 44 (2,67%) Magyar 41 (2,49%) Szlovén 20 (1,21%) Ruszin 9 (0,54%) others 2 (0,12%) | · total: 1,642 Római katol. 1,579 (96,16%) Pravoszláv 46 (2,80%) Kálvinizmus 6 (0,36%) Keleti katol. 6 (0,36%) Evangélikus 3 (0,18%) Zsidó 2 (0,12%) |

#### Nyelv
| település        | total | Horvát | Német | Szlovák | Szerb | Magyar | Szlovén | Ruszin | others |
| ---------------- | ----- | ------ | ----- | ------- | ----- | ------ | ------- | ------ | ------ |
| Bábafalva/Bapska | 794   | 514    | 127   | 91      | 19    | 16     | 20      | 6      | 1      |
| Novak            | 848   | 549    | 221   | 24      | 25    | 25     | -       | 3      | 1      |

#### Vallás
| település        | total | Római katol. | Pravoszláv | Kálvinizmus | Keleti katol. | Evangélikus | Zsidó |
| ---------------- | ----- | ------------ | ---------- | ----------- | ------------- | ----------- | ----- |
| Bábafalva/Bapska | 794   | 765          | 20         | 5           | 3             | 1           | -     |
| Novak            | 848   | 814          | 26         | 1           | 3             | 2           | 2     |

## Nevezetességek
A középkori Boldogságos Szűz Mária-temploma nemcsak a történelmi Valkó megye, de az egész Délvidék egyik legrégebbi műemléke. Már a 13. században is állt, de egyes feltételezések szerint egyes részei akár Szent István korában épülhettek. A régi templom a településtől délre, 1-1,5 kilométerre lévő temetőben található. Egyhajós, román-gótikus épület. Eredetileg román stílusú volt, melyet kétszer is meghosszabbítottak gótikus stílusban nyugati irányban. A nyugati homlokzaton alakították ki a gótikus kapuzatot. A 18. század elején barokk stílusban építették át. A 19. század első felében sekrestyével és átriummal bővítették. 1855-ben a homlokzat fölé harangtornyot építettek.

## Oktatás
A településen az atyai általános iskola területi iskolája működik. Az iskola épületét a délszláv háború idején a jugoszláv katonai rendőrség használta. A háború után 2005-ben teljesen felújították.

## Sport
Az NK Hajduk Bapska labdarúgóklubot 1928-ban alapították. A csapat a megyei 2. ligában szerepel.